# ISS-Expedition 56
ISS-Expedition 56 ist die Missionsbezeichnung für die 56. Langzeitbesatzung der Internationalen Raumstation (ISS). Die Mission begann mit dem Abkoppeln des Raumschiffs Sojus MS-07 von der ISS am 3. Juni 2018 und endete mit dem Abkoppeln von Sojus MS-08 am 4. Oktober 2018.

## Mannschaft
Übernommen von ISS-Expedition 55:
- Andrew J. Feustel (3. Raumflug), Kommandant (USA/NASA, Sojus MS-08)
- Oleg Germanowitsch Artemjew (2. Raumflug), Bordingenieur (Russland/Roskosmos, Sojus MS-08)
- Richard R. Arnold (2. Raumflug), Bordingenieur (USA/NASA, Sojus MS-08)

Zusätzlich ab 8. Juni 2018:
- Sergei Walerjewitsch Prokopjew (1. Raumflug), Bordingenieur (Russland/Roskosmos, Sojus MS-09)
- Alexander Gerst (2. Raumflug), Bordingenieur (Deutschland/ESA, Sojus MS-09)
- Serena Auñón-Chancellor (1. Raumflug), Bordingenieurin (USA/NASA, Sojus MS-09)

### Ersatzmannschaft
Seit Expedition 20 wird wegen des permanenten Trainings für die Besatzungen keine offizielle Ersatzmannschaft mehr bekanntgegeben. Inoffiziell gelten die Backup-Crews der beiden Sojus-Zubringerraumschiffe MS-08 und MS-09 (siehe dort) als Ersatzmannschaft der Expedition 56. In der Regel kommen diese Crews dann jeweils zwei Missionen später selbst zum Einsatz.

## Missionsbeschreibung

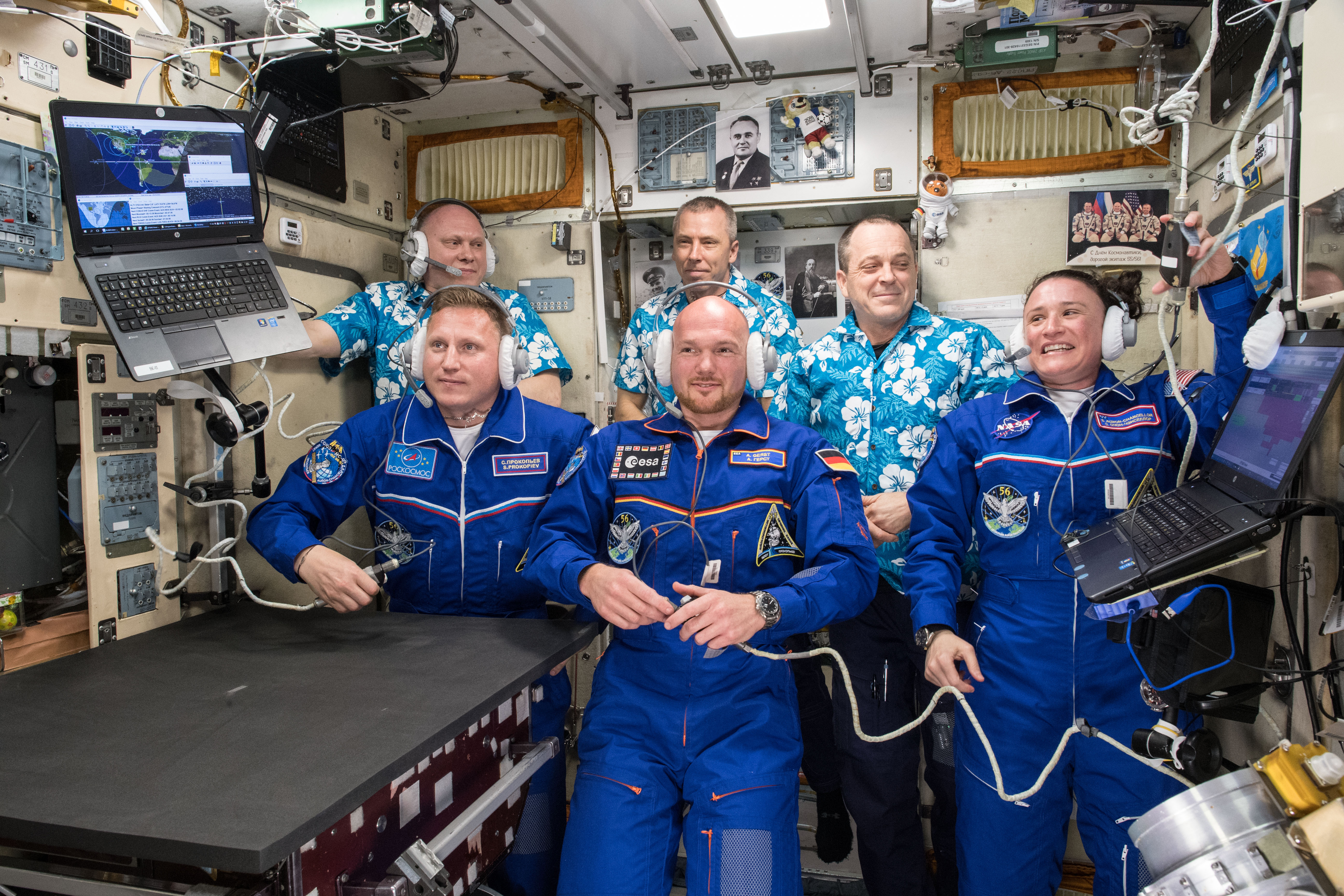
Aufnahme der Besatzung vom 8. Juni 2018

Fünf Tage nach Expeditionsbeginn koppelte am 8. Juni 2018 das Zubringerraumschiff Sojus MS-09 nach etwa zweitägigem Flug an die ISS an; die Stammbesatzung wurde damit wieder auf sechs Personen aufgestockt. Andrew Feustel übergab am 3. Oktober 2018 das Kommando an Alexander Gerst und kehrte am nachfolgenden Tag mit Oleg Artemjew und Serena Auñón zurück zur Erde. Mit dem Abdocken von MS-08 endete auch die ISS-Expedition 56.

### Frachterverkehr

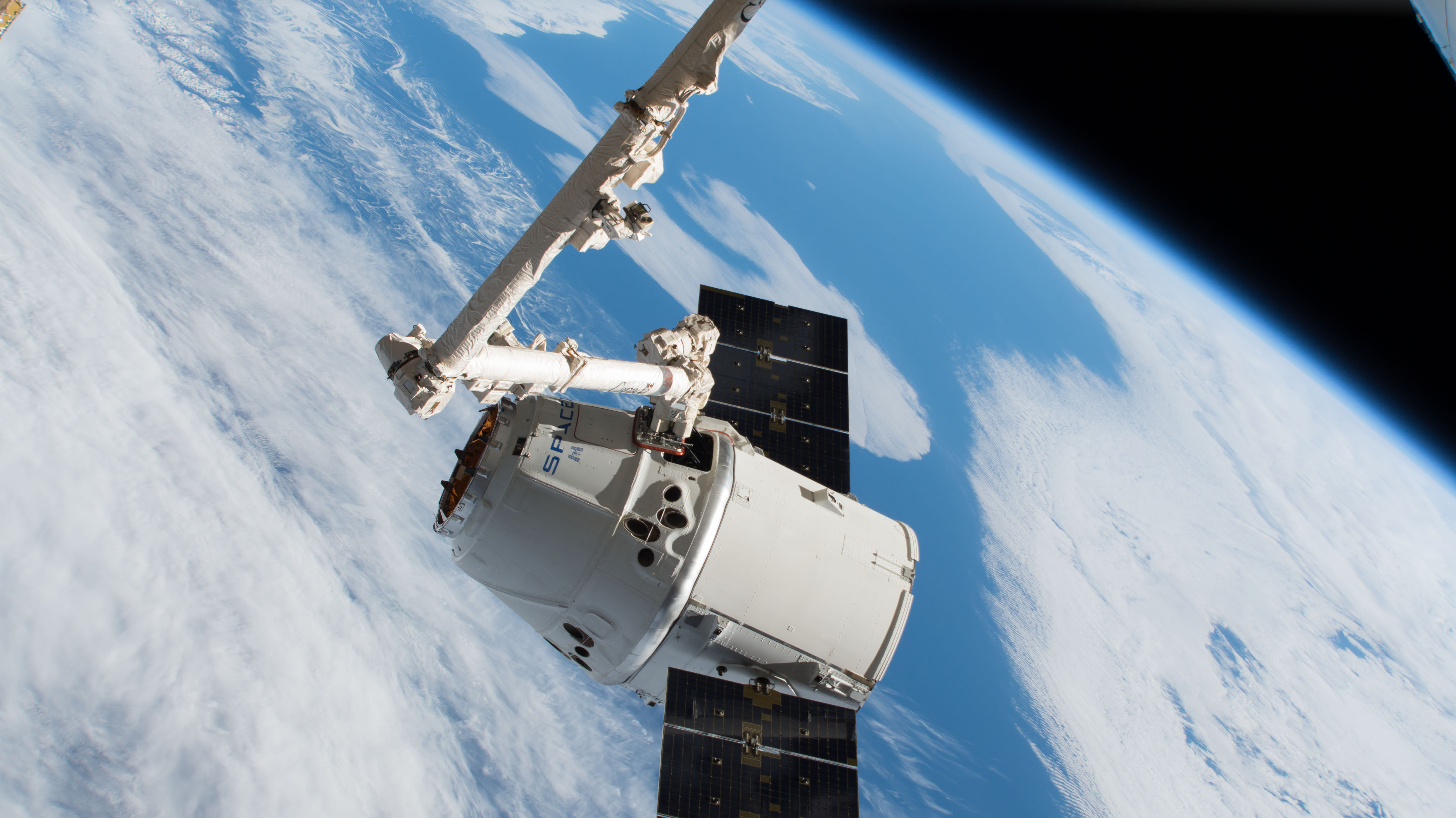
Dragon CRS-15 kurz vor dem Andocken

Das Raumschiff Dragon CRS-15 erreichte die ISS am 2. Juli und wurde von Andrew Feustel und Richard Arnold mithilfe des Canadarm2-Roboterarms eingefangen. Der Transporter wurde um 13:52 UTC an der erdzugewandten Seite von Harmony angekoppelt.
Am 10. Juli um 01:30 UTC koppelte Progress MS-09 an das Pirs-Modul an. Der Frachter soll sechs Monate mit der ISS verbunden bleiben, ehe er Ende Januar 2019 mit Abfall beladen abgekoppelt und über dem Südpazifik zum Verglühen gebracht wird.
Cygnus CRS OA-9 (genannt „S.S. J.R. Thompson“) wurde am 15. Juli von der ISS abgekoppelt.
Am 3. August wurde Dragon CRS-15 mithilfe des Canadarm2-Roboterarms vom Harmony-Modul gelöst und in einer eigenen Umlaufbahn ausgesetzt. Die Wasserung im Pazifik erfolgte noch am selben Tag.
Am 23. August wurde Progress MS-08 vom Dockingport des Swesda-Moduls abgekoppelt.

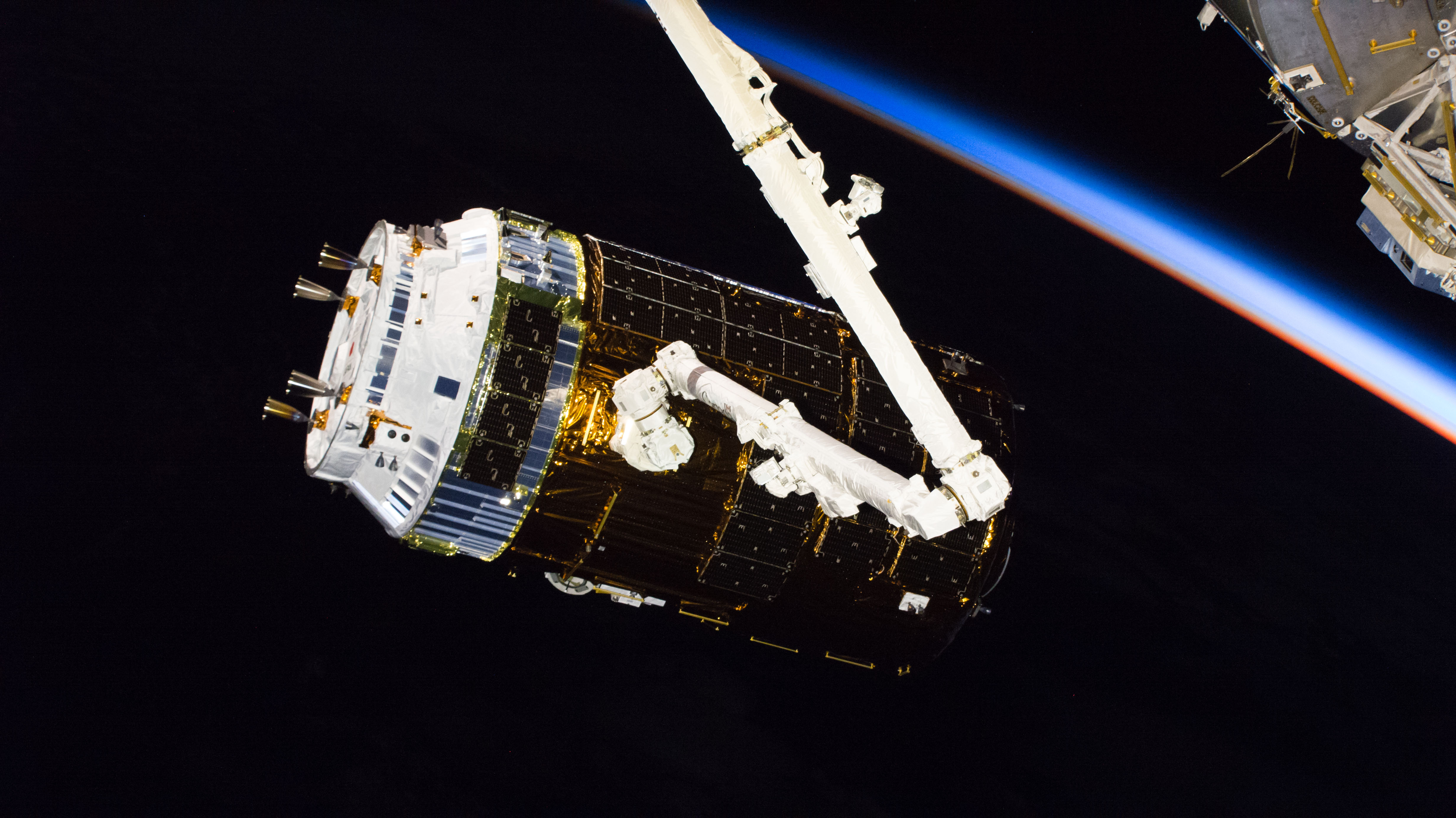
Das eingefangene HTV-7 (Kounotori 7) kurz vor dem Andocken

Am 27. September erreichte HTV-7 die Station. Kommandant Drew Feustel und Ingenieurin Serena Auñón-Chancellor befestigten das Raumschiff mithilfe des Greifarmes Canadarm2 an der erdzugewandten Seite des Moduls Harmony. 

### Außenbordarbeiten

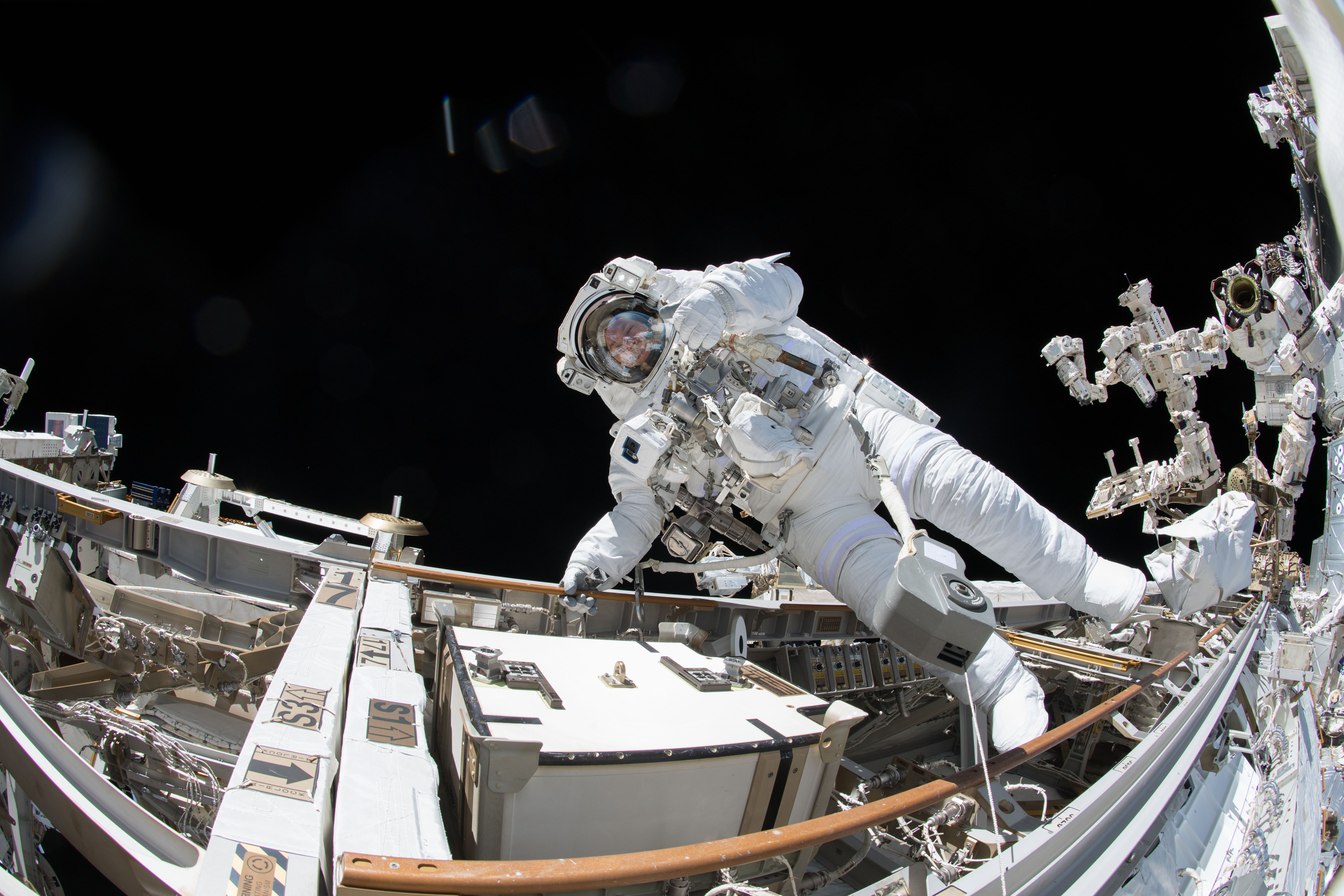
Andrew Feustel beim ersten Außenbordeinsatz

Am 14. Juni befestigten Andrew Feustel und Richard Arnold im Rahmen einer EVA zwei Halteklammern und einige hochauflösende Kameras am Modul Harmony. Hinterher tauschten sie noch eine Kamera auf der Steuerbord-Seite der zentralen Gitterstruktur ITS aus.

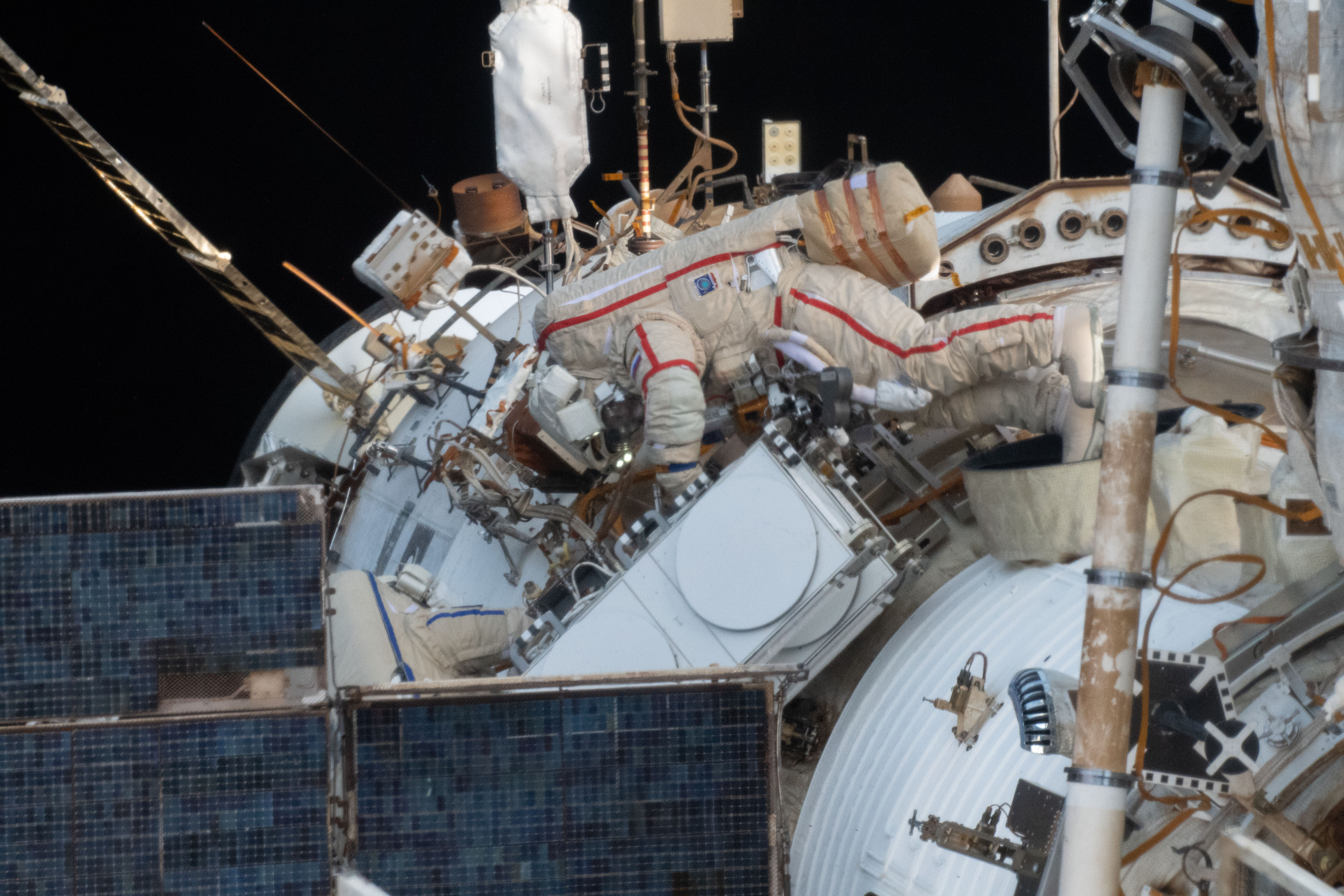
Oleg Artemjew beim zweiten Außenbordeinsatz

Am 15. August verließen Oleg Artemjew und Sergei Prokopjew die Station durch die Luftschleuse im Modul Pirs. Die Kosmonauten katapultierten vier kleine Satelliten in eine eigene Erdumlaufbahn, installierten Antennen und Kabel auf dem Modul Swesda und bargen Experimente. Außerdem installierten sie das Experimentalsystem ICARUS.

### Leck im Sojus-Raumschiff
Am 29. August, während der Schlafphase der Besatzung, bemerkte die Flugleitung einen leichten, aber ungewöhnlichen Druckabfall in der Raumstation. Da keine unmittelbare Gefahr drohte, wurde die Besatzung nicht geweckt. Am nächsten Tag konnten die Raumfahrer den Ort des Druckabfalls feststellen: das Raumschiff Sojus MS-09, mit dem Prokopjew, Gerst und Auñón-Chancellor im Juni zur ISS gekommen waren, und das mit geöffneter Luke am Rasswet-Modul angekoppelt ist. Im Orbitalmodul entdeckten die Raumfahrer ein kleines Loch von etwa 2 mm Durchmesser, fotografierten es, und verschlossen es provisorisch. Es herrschte Uneinigkeit, wie mit dem Leck umzugehen sei. Die NASA und der ISS-Kommandant Drew Feustel befürworteten eine genaue Untersuchung, um anschließend eine Methode zu finden, das Loch dauerhaft zu verschließen. Da sich das Leck jedoch in einem russischen Raumschiff befand, setzte sich Roskosmos mit dem Vorschlag durch, das Loch sofort zu verstopfen, was die Kosmonauten Artemjew und Prokopjew im Laufe des Tages durchführten.
Offensichtlich wurde das Loch nicht durch einen Einschlag eines Mikrometeoriten oder eine Kollision mit Weltraummüll verursacht. Der Leiter von Roskosmos, Dmitri Rogosin teilte mit, dass es sich um eine Bohrung von innen handele. Spuren zeigen, wie der Bohrer über das Material geglitten sei. Es sei eine Frage der Ehre für RKK Energija, den Verantwortlichen zu finden, zu klären, ob es sich um einen Fehler oder Vorsatz handelt, und wo dies geschah: auf der Erde oder im Weltraum.